# Yoo Seung-jun
Yoo Seung-jun (en hangul: 유승준; Seúl, 15 de diciembre de 1976), también conocido como Steve Yoo, es un cantante, bailarín y actor estadounidense, uno de los ídolos de K-pop más famosos de Corea del Sur. Comienza su carrera en 1997. En 2002, Yoo fue acusado de evadir el servicio militar al convertirse en ciudadano estadounidense. Se le prohibió la entrada a Corea del Sur para siempre. Desde entonces, Yoo se convirtió en actor en China.